# Perfugas
Perfugas (sardisk: Pèifugas, Pèlfica) er en by og en kommune (comune) i provinsen Sassari i regionen Sardinien i Italien. Byen ligger i 90 meters højde og har 2.383 indbyggere (2016). Kommunen har et areal på 60,88 km² og grænser til kommunerne Bortigiadas, Bulzi, Chiaramonti, Erula, Laerru, Martis, Santa Maria Coghinas og Tempio Pausania.